# 许埃勒
许埃勒（法語：Chuelles，法語發音：[ʃɥɛl]）是法国卢瓦雷省的一个市镇，位于该省东北部，属于蒙塔日区。

## 地理
许埃勒（48°0'10"N, 2°57'56"E）面积30.82 平方千米，位于法国中央-卢瓦尔河谷大区卢瓦雷省，该省份为法国中北部省份，北起埃松省，西北接厄尔-卢瓦省，西南接卢瓦-谢尔省，南至涅夫勒省和谢尔省，东临约讷省，东北接塞纳-马恩省。
与许埃勒接壤的市镇（或旧市镇、城区）包括：尚特科克、勒纳尔堡、库特奈、圣菲尔曼德布瓦、圣伊莱尔-莱桑德雷西、埃尔穆瓦地区拉塞尔、特里盖尔。

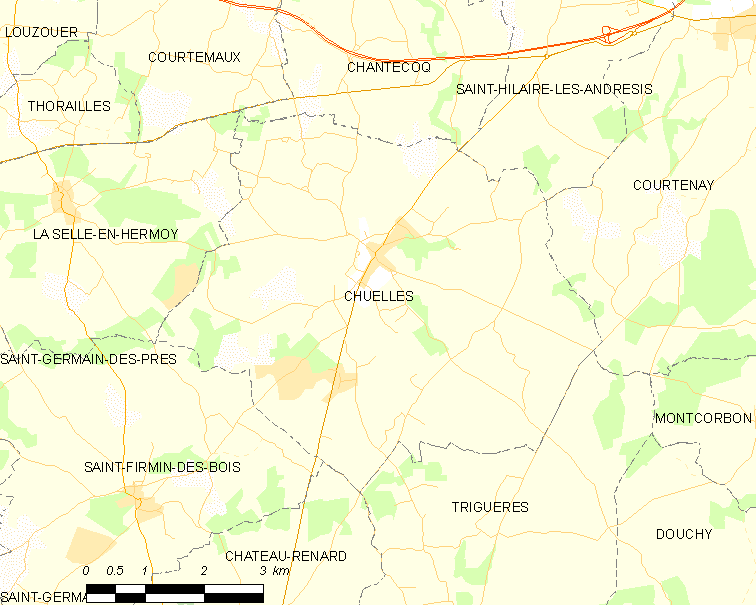
许埃勒的OSM定位图

许埃勒的时区为UTC+01:00、UTC+02:00（夏令时）。

## 行政
许埃勒的邮政编码为45220，INSEE市镇编码为45097。

## 政治
许埃勒所属的省级选区为库特奈县。

## 人口

1962-2008年间许埃勒人口变化图示

许埃勒于2022年1月1日时的人口数量为1230人。